# Caves de Roquefort

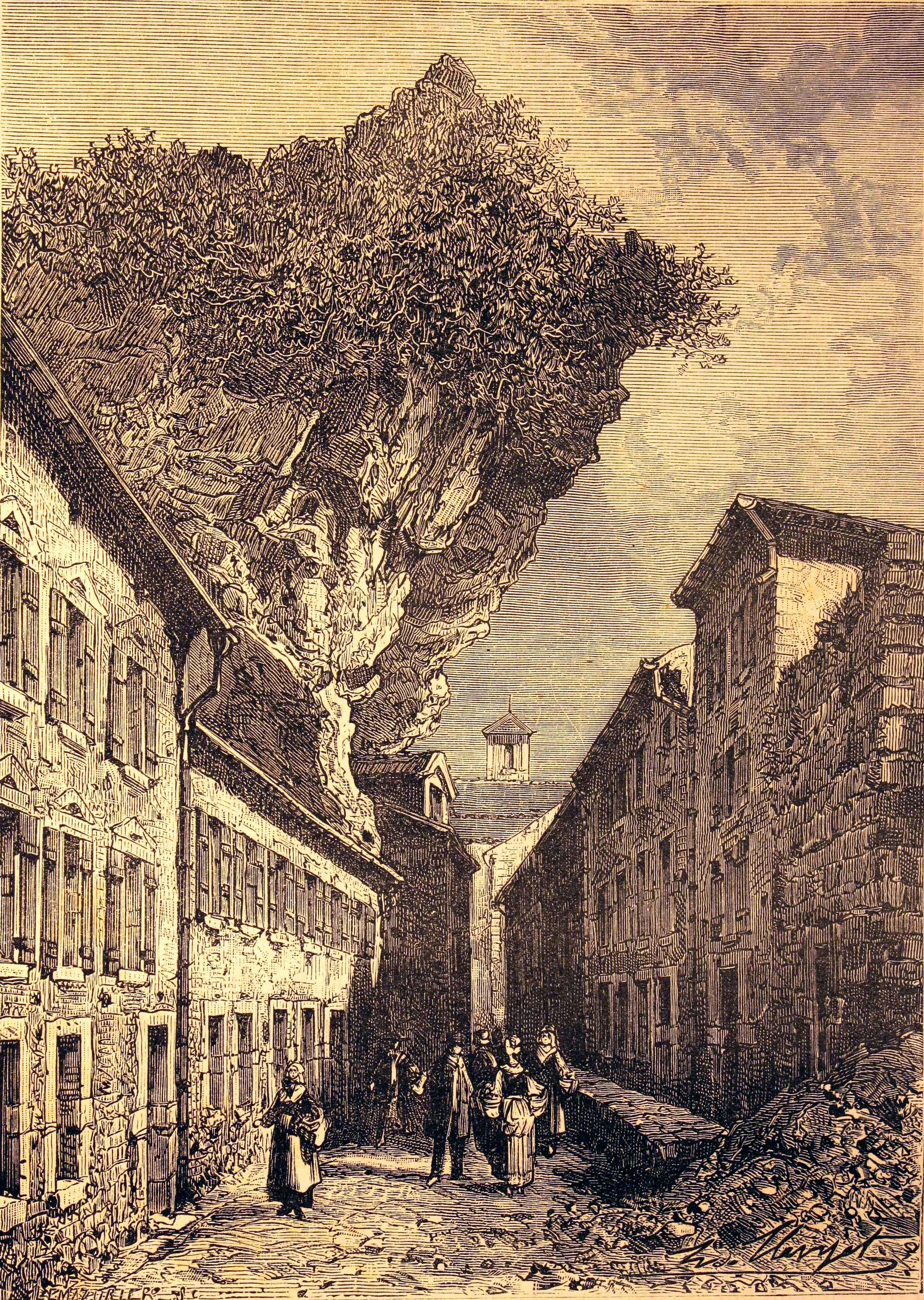
Rue des caves à Roquefort, paru dans Les merveilles de l'industrie ou Description des principales industries modernes de Louis Figuier (1873-1877).

Les  caves de Roquefort sont les lieux d'affinage du fromage roquefort. Elles se caractérisent par leur ancienneté et le micro-climat propice au développement du microbiote et moisissures qui contribuent à l'identité de ce fromage au lait cru. 

## Histoire
Les Caves de Roquefort, compte tenu de leur bonne réputation, ont sélectionné des laits d'autres régions pour faire face à la demande, notamment dans les villages de Montagne corse. Mais les fromageries de Roquefort n'achètent plus en 1978 que la moitié des 86000 hectolitres de lait de brebis corses alors que c'était plus de 90% des 98000 hectolitres de 1962 .

## Situation
Ces caves se situent dans le Massif central méridional, certaines sous le bourg de Roquefort-sur-Soulzon dans le département de l'Aveyron.

## Géologie
Les caves de Roquefort sont, avant leur aménagement de pierres maçonnées, des grottes naturelles créées par l’effondrement du versant nord du petit plateau calcaire du Combalou (alt. 782 m). Sur deux kilomètres seulement, à partir du col des Aiguières, une gigantesque fissure a donné naissance à ces grottes et à des failles appelées « fleurines ».

## Particularités
Les fleurines assurent une ventilation parfaite des caves. Fait unique, la poudre de Penicillium roqueforti servant à ensemencer le caillé est obtenue par des mises en cultures de cette moisissure sur des pains de seigle se trouvant également dans les caves. En 2018, cette pratique est devenue minoritaire.

## Le fromage
Pour correspondre au cahier des charges de l'AOP, le fromage doit être affiné pendant au moins trois mois dans la zone d'affinage de la montagne du Combalou.

## Notes et références

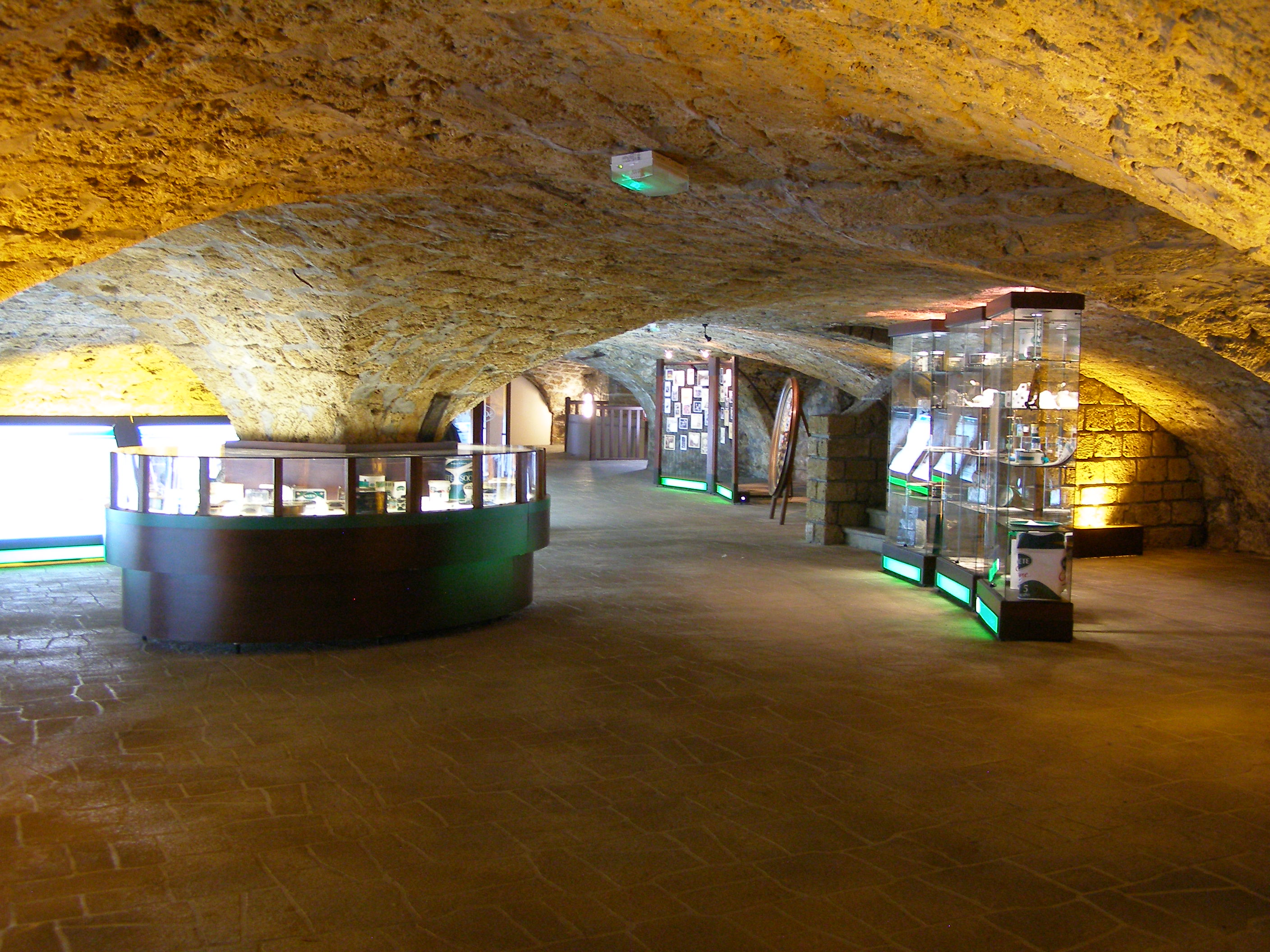
Cave de vente du roquefort.